# Enrique V. Macaraeg

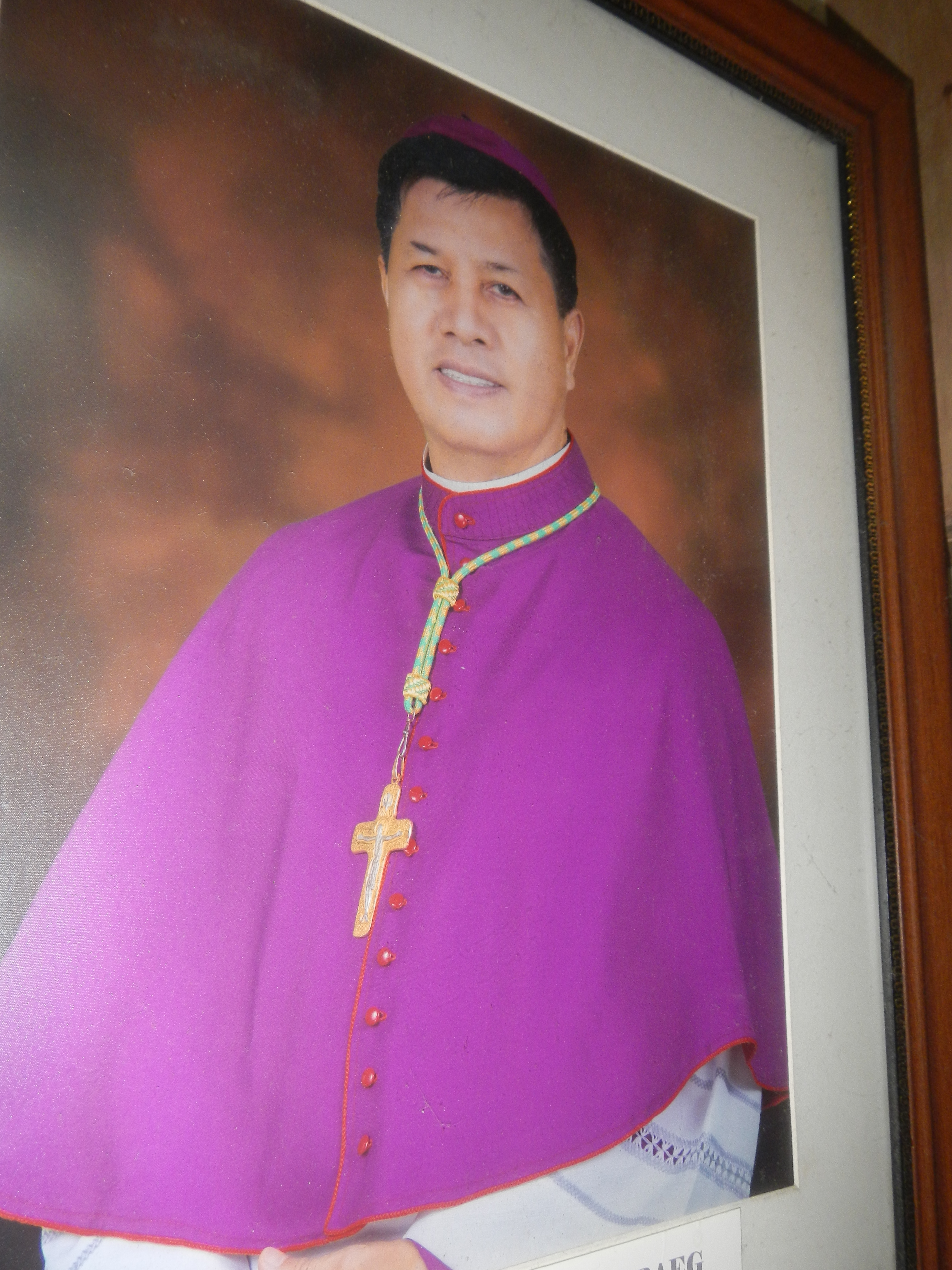
Bischof Enrique de Vera Macaraeg

Bischofswappen

Enrique de Vera Macaraeg (* 28. Dezember 1955 in Manila; † 23. Oktober 2023 in Malasiqui) war ein philippinischer Geistlicher und römisch-katholischer Bischof von Tarlac.

## Leben
Enrique V. Macaraeg empfing am 19. Mai 1979 das Sakrament der Priesterweihe für das Erzbistum Lingayen-Dagupan.
Neben verschiedenen Tätigkeiten in der Pfarrseelsorge und als Schulleiter war er in der Priesterausbildung tätig. Von 1988 bis 1995 war er Professor und Studiendekan am Philosophischen Seminar in Dagupan City. Seit 1998 war er Vorsitzender der erzbischöflichen Kleruskommission und seit 2005 Pfarrer der Pfarrei St. Ildephons in Malasiqui.
Papst Franziskus ernannte ihn am 31. März 2016 zum Bischof von Tarlac. Die Bischofsweihe spendete ihm der Erzbischof von Lingayen-Dagupan, Socrates Buenaventura Villegas, am 24. Mai desselben Jahres. Mitkonsekratoren waren sein Amtsvorgänger Florentino Ferrer Cinense und der Bischof von San Fernando de La Union, Rodolfo Fontiveros Beltran. Die Amtseinführung im Bistum Tarlac fand am 31. Mai 2016 statt.
Bischof Macaraeg starb im Oktober 2023 im Alter von 67 Jahren an einem Herzstillstand.